# Edvard Kocbek
Edvard Kocbek, , slovenski pisatelj, pesnik in politik, * 27. september 1904, Sveti Jurij ob Ščavnici, Avstro-Ogrska † 3. november 1981, Ljubljana, SFRJ.
Kocbekov opus zajema poezijo, dnevniško-pripovedno prozo, filozofske, teološke in politične študije, razprave, eseje ter članke.

## Življenje
Rodil se je v kmečki družini očetu organistu Valentinu in materi Matildi (rojena Plohl).
Kocbek je študiral teologijo, vendar je po dveh letih študij opustil in nadaljeval na romanistiki v Ljubljani. Po študiju v Berlinu in Parizu je služboval kot profesor francoščine v Bjelovarju, Varaždinu in nazadnje v Ljubljani, kjer se je dejavno vključil v slovensko kulturno in politično življenje. Tu je postal eden od ideoloških vodij katoliške kulturne levice ter urednik njene revije Dejanje (1938-1943). Kot predstavnik krščanskih socialistov je bil član najvišjih organov Osvobodilne fronte.
Z ženo Zdravko (roj. Koprivnjak, 1911–1987) sta imela tri otroke, medicinsko sestro Lučko (1938–1973), pesnika, kasneje tudi slikarja Matjaža (1946–2013) in grafičnega oblikovalca Jurija (1949–2009).

## Družbeno in politično delovanje
Že v gimnazijskih letih v Mariboru se je pridružil skupini mladih krščanskih socialistov, ki so želeli nadaljevati tradicijo krščanske socialne misli Janeza Evangelista Kreka ter se oplajali s socialdemokratskimi pogledi pisatelja Ivana Cankarja. Navdihoval jih je tudi nemški teolog in filozof Romano Guardini.
Kot študent ljubljanske Univerze je leta 1928 postal glavni urednik revije Križ na Gori, kasneje preimenovane v Križ. Tudi sicer je deloval v katoliškem mladinskem gibanju. Iz tega časa so tudi njegove prve pesniške objave v ugledni katoliški literarni reviji Dom in svet.

### EsejPremišljevanje o Španiji
Aprila 1937 je v reviji Dom in svet objavil esej Premišljevanje o Španiji. Ko je Kocbek glavnemu uredniku Francetu Koblarju prvič prinesel esej, je bil ta osupel zaradi njegovih ostrih sodb in nepretehtanih mest. Kocbeku je vrnil besedilo v predelavo s prošnjo, naj ga notranje uravnovesi in predvsem izpostavi kulturni problem španskega vprašanja. Ker Koblar tudi s predelanim esejem ni bil zadovoljen, je dal korekturo v branje publicistu
Francu Terseglavu; ta je esej močno glosiral in Koblarju napovedal oster odziv javnosti. Kocbek glos ni dovolj upošteval, Koblar pa je nejevoljen in naveličan popustil in objavil esej. Boji med uporniki generala Francisca Franca in špansko republikansko vlado so bili sicer v slovenskem dnevnem tisku deležni velike pozornosti. Kocbek se je v svojem prikazu vojne v Španiji opiral na pisanje francoskega levičarskega tiska. Način, kako je v svojem eseju razumel fašizem, je bil zelo podoben logiki Kominterne: vse, kar nasprotuje ljudski fronti, je fašizem. Okrog tega eseja so se potem v slovenskem katoliškem taboru pojavile ostre delitve. Že 29. aprila 1937 se je o vsebini eseja kot prva polemično razpisala Straža v viharju, 30. aprila je bil enako polemičen še list Mi mladi borci. Polemiziranje s Kocbekovim esejem je bilo v teh dveh listih potem prisotno tudi še pozneje. V juniju 1937 pa je Slovenec objavil obširen članek v več delih Španija v „Dom in Svetu” pa globlji pogledi, ki je pokazal na vrsto neresničnih trditev, vrzeli in hudih enostranskosti v Kocbekovem eseju; tam je prikazano, da je v Španiji res šlo za komunistično revolucijo, in spodmaknil tla celotnemu ogrodju Kocbekovega eseja, od katerega je potem ostal le še konstrukt, ki istoveti katoliške stranke, tradicionalne vernike in Cerkev s fašizmom, nasproti pa jim postavlja razjarjeno ljudstvo. S podatki, na katerih Kocbekov esej stoji in pade, je enako temeljito opravilo tudi Skupno pismo španskih škofov škofom vsega sveta zaradi vojne v Španiji, izdano 1. julija 1937; to pastirsko pismo so nato v ljubljanski škofiji objavili kot prilogo k deseti številki Ljubljanskega škofijskega lista. V osmi številki Ljubljanskega škofijskega lista, 2. avgusta 1937, pa je škof Gregorij Rožman dodal k napovedi objave omenjenega pastirskega pisma španskih škofov še naslednjo obsodbo Kocbekovega eseja:
Edvarda Kocbeka članek 'Premišljevanje o Španiji' /…/ je po vsebini in obliki zmožen zbuditi v čitateljih krivične sodbe o katoliški cerkvi in mržnjo do nje. Stavek: 'Vse herezije in odpadi so bili navadno očita dejanja, duhovno junaštvo prepričanih ljudi, ki se po svoji vesti odločajo za večjo in boljšo resnico,' je, kakor je zapisan, popolnoma zmoten in nasprotuje stališču in nauku katoliške Cerkve.
Ko so bila dejstva o španski državljanski vojni z navedenim Slovenčevim člankom in s pastirskim pismom španskih škofov razkrita, Kocbekovega stališča ni bilo več mogoče argumentirano braniti. Zato potem v vsem slovenskem tisku ni izšel niti en resen, problemski članek v zagovor Premišljevanja o Španiji. Po objavi tega eseja se je odnos med krščanskimi socialisti na eni strani ter Katoliško cerkvijo in vodstvom katoliškega političnega tabora na drugi še bolj zaostril, Kocbek pa se je uveljavil kot osrednja osebnost med krščanskimi socialisti v Sloveniji.

### Druga svetovna vojna
Med vojno  je bil kot vodilni krščanski socialist (po aretaciji in ustrelitvi Aleša Stanovnika) leta 1942 vključen v izvršni odbor OF in je v tej funkciji odšel v partizane (na osvobojeno ozemlje, kjer je mdr. februarja leta 1943 podpisal t.i. Dolomitsko izjavo), že konec leta 1942 je postal eden od podpredsednikov AVNOJ-a, na zasedanju v Jajcu pa poverjenik za prosveto v NKOJ, tudi pooblaščenec za socialno politiko namesto Antona Kržišnika. Udeležil se je Zbora odposlancev slovenskega naroda v Kočevju oktobra 1943 in zasedanja Slovenskega narodnoosvobodilnega sveta v Črnomlju februarja 1944, na katerih je bil izvoljen v predsedstvo SNOO oz. SNOS. 
V vlogi člana NKOJ oz. jugoslovanske "partizanske" vlade je poleti 1944 odšel na misijo v Vatikan, kjer ga je sprejel vatikanski državni sekretar, medtem ko glavnega cilja, sprejema pri papežu Piju XII, ni dosegel, saj ta ni privolil v uradno avdienco nepooblaščenega predstavnika mednarodno še ne priznane državne oblasti, medtem ko Kocbek ni privolil zgolj v zasebno avdienco pri papežu.
Marca 1945 je postal minister za Slovenijo v (zvezni) koalicijski vladi DFJ. 

### Povojna leta
Po vojni je bil minister za Slovenijo v zvezni vladi (do 1946), podpredsednik IO OF in po vrnitvi iz Beograda leta 1946 tudi podpredsednik Prezidija Ustavodajne skupščine Ljudske republike Slovenije oz. kmalu zatem podpredsednik Prezidija Ljudske skupščine LRS ter zvezni poslanec. Zaradi političnega spora okoli knjige Strah in pogum, ki je načela nekatera tabuizirana vprašanja iz slovenskega NOB (pogledi na smrt in likvidacijo političnih nasprotnikov, vprašanje izdajstva in ovajanja med partizani, problematika katoličanov med NOB), so ga po javni politični kampanji proti njemu 1952 prisilno upokojili in nadzorovali do konca življenja. Znova je začel objavljati šele po letu 1961, tri leta pozneje pa je za pesniško zbirko Groza prejel Prešernovo nagrado.
Pravi šok pa je v slovenski javnosti povzročil izid Kocbekove izpovedi v obliki intervjuja, Edvard Kocbek - Pričevalec našega časa, ki sta jo leta 1975 v Trstu izdala kot knjigo pisatelja Boris Pahor in Alojz Rebula. V intervjuju je Kocbek spregovoril o povojnih pobojih domobrancev. Intervju je povzročil diskreditacije in negativno propagandno kampanjo s strani Titovega režima tako proti Edvardu Kocbeku kot proti Borisu Pahorju (t. i. "Zalivska afera").

## Pesnik in pisatelj
Kocbek je začel svoje pesmi objavljati leta 1924 v dijaškem listu Stražni ognji, kasneje v reviji Dom in svet, kjer je objavljal tudi eseje. Že s prvo pesniško zbirko Zemlja se je uveljavil kot moderen pesnik, ki v svojih delih izvirno povezuje ekspresionistične in simbolistične prvine.
Pesnikova ustvarjalnost je usmerjena v prihodnost. Ta pa je nepredvidljiva in torej ni vedno nujno, da se bo v prihodnje zgodilo najbolj zaželeno in najboljše. Zazrtost v bodočnost je prežeta s strahom pred koncem oziroma smrtjo, saj lirski subjekt verjame, da je človek nič v primerjavi z neskončnostjo.
Kocbek pa se je sredi povojnih let znašel v težkem eksistencialističnem položaju. Ko so komunisti NOB izrabili za razredni boj in prevzem oblasti, se je pesnikova iluzija o vsenarodni etični in politični preobrazbi razblinila. Po umiku iz političnega življenja je bil do začetka 60. let izločen tudi iz kulturne javnosti in več let ni smel objavljati svojih del. V tem času je prevajal iz francoščine in nemščine. Tako njegove povojne pesmi govorijo o razkolu med idealno zamislijo in družbeno stvarnostjo, ki je bila utemeljena v nasilju in strahu.
Kot pisatelj pa Kocbek ni izhajal iz socialnega realizma, vendar se je navdihoval pri religioznem ekspresionizmu, francoskem personalizmu in eksistencializmu (André Malraux, Emmanuel Mounier, Vercors, Sartre). Zanimala ga je usoda izobraženca, ki se sooča z velikimi zgodovinskimi dogodki, kot so NOB ali fašizem. Tematika NOB je v Kocbekovih novelah predvsem izpoved posameznika v težkem zgodovinskem obdobju. Kocbekovi literarni junaki so pogosto razpeti med svojimi dolžnostmi in svojo vestjo. Tako Kocbekove novele že načenjajo novo usmeritev v slovenski literaturi, ki za seboj puščajo obdobje socialističnega realizma.

## Dela, izšla za njegovega življenja
| Poezija (pesniške zbirke)                                                                  | Proza | Dramatika                                                                   |
| ------------------------------------------------------------------------------------------ | --- | --------------------------------------------------------------------------- |
| - Prve pesmi (1924) - Zemlja (1934) - Groza (1963) - Poročilo (1969) - Zbrane pesmi (1977) | - Črna orhideja (1949) - Tovarišija (1949) - Strah in pogum (1951) - Listina (1967) - Krogi navznoter (1977) | - Plamenica (192?) - Mati in sin (okoli 1920) - Večer pod Hmeljnikom (1943) |

## Kasnejše izdaje in antologije:
- Izbrano delo 1-2 (Tovarišija I-II) (uredništvo in izbor Franc Zadravec, 1974)
- Pred viharjem (dnevniki), Slovenska matica, 1980 (spremna beseda Janez Gradišnik)
- Listina: Dnevniški zapiski od 3. maja do 2. decembra 1943, Slovenska matica, 1982
- Kocbekov zbornik (urednik Dimitrij Rupel), Maribor, 1987
- Dnevnik 1951-1952 (uredil Dimitrij Rupel), 1987
- Rane pesmi (Cankarjeva založba, 1991; spremna beseda Anton Trstenjak)
- Osvobodilni spisi I. Ljubljana: Društvo 2000, 1991 (uredil Peter Kovačič Peršin)
- Edvard Kocbek - zbrano delo: 17 knjig (1991–2022) (uredila Andrej Inkret in Mihael Glavan)
- Pričevanje: pesmi, dnevniki (2004, izbor Andrej Inkret)
- Edvard Kocbek: Tudi čez ta prepad moram: izbrane pesmi (s CD-jem : slovenski pesniki berejo Kocbekove pesmi) Izbor in spremna beseda: Aleš Šteger, Litera, 2004
- Kocbekov dnevnik: Edvard Kocbek, Dnevnik 1954-1977 (izbor), Cankarjeva založba, Ljubljana, 2004
- Partizanski dnevnik: 1938–1945 (2 zv., 1419 str., 2022; spremni študiji Mihael Glavan in Peter Kovačič Peršin)
- Strah in pogum: štiri novele (Blažena krivda, Temna stran mesca, Ogenj in Črna orhideja), DZS, 2014, 2024 (spremna študija Tomo Virk)
- Strah in pogum, Ljubljana, Sanje, Mladinska knjiga, 2023
- Med zemljo in nebom: izbor poezije (2024, ob 120. obletnici pesnikovega rojstva - izbral Mihael Glavan; ur. Diana Pungeršič)

## Vplivi
Kocbek je s svojo ustvarjalnostjo vplival na številne slovenske literate, med njimi pa je eden prvih zagotovo pisatelj Boris Pahor. Kot osrednja osebnost slovenske literature se je Kocbek uveljavil šele v 60. in 70. letih 20. stoletja, ko je postal eden pomembnejših ustvarjalcev, ki so vplivali na Draga Jančarja, Tomaža Šalamuna, Daneta Zajca, Jožeta Snoja, Dominika Smoleta, Gregorja Strnišo, Marjana Rožanca in druge.

## Kocbek v leposlovju
- Ivo Svetina, Pasijon po Kocbeku, 2009.(COBISS)
- Sebastijan Horvat idr., Pot v Jajce, 2009.
- Janko Prunk: Iskanje pristana, 2021.

## Odlikovanja, nagrade in počastitve
- partizanska spomenica 1941
- red ljudske osvoboditve
- red zaslug za narod I. stopnje
- red bratstva in enotnosti I. stopnje
- Prešernova nagrada, 1964
- Nagrada zlati venec Struških večerov poezije (Struški večeri poezije, Struga/Ohrid, Sev. Makedonija, 197?)
- v ljubljanskem Tivoliju mu je bil 2004 odkrit spomenik - kip na klopi sedečega Kocbeka
- po njem je bila poimenovana ulica v Ljubljani (v Župančičevi jami), kot tudi v njegovem rojstnem Svetem Juriju ob Ščavnici.